# Memoriale dei bambini – Vittime dell'Olocausto
Il Memoriale dei bambini – Vittime dell'Olocausto è un monumento commemorativo dedicato ai bambini morti durante l'Olocausto, presente nel cimitero ebraico di Varsavia.

## Descrizione
Il monumento è stato realizzato grazie ai finanziamenti di Jacek Eisner. 
La struttura ricorda il tipico muro del ghetto per forma, altezza e  per la presenza del filo spinato. La pavimentazione  delle lastre che conduce al monumento riporta la forma della Menorah, nella parte inferiore sono rappresentate le macerie, tra le quali si trovano le fotografie dei bambini ebrei uccisi durante la Seconda guerra mondiale. Al di sotto è stata posizionata una lapide commemorativa con una descrizione in tre lingue: polacco, ebraico e inglese con la dicitura:"In memoria di un milione di bambini ebrei uccisi dai barbari tedeschi, 1939-1945" (in polacco: Pamięci miliona żydowskich dzieci zamordowanych przez niemieckich barbarzyńców 1939-1945).
Una delle fotografie mostra una bambina vestita con un abito scozzese e un cappello, che sembra essere smarrita nei suoi pensieri: la giovane ragazza è la figlia di Chaskiel Bronstein, il titolare dell'impianto Fotografika di Tarnów, menzionato nella novella di Paweł Huelle intitolata Mercedes Benz.
Il monumento comprende anche la tomba simbolica della famiglia Szteinman (uccisa durante l'Olocausto) e due lapidi commemorative:
- la prima lapide, in lingua polacca, ebraica e inglese, con la dicitura:"Nonna Masza aveva venti nipoti. Nonna Hana aveva undici nipoti, io sono l'unico sopravvissuto. Jacek Eisner" (in polacco: Babcia Masza miała dwadzieścioro wnucząt. Babcia Hana miała jedenaścioro, tylko ja ocalałem. Jacek Eisner.)
- la seconda lapide, scritta anch'essa in lingua polacca, ebraica e inglese, presenta il poema di Henryka Wanda Łazowertówna intitolato Mały Szmugler (in italiano: Il piccolo contrabbandiere).